# Glenea mephisto
Glenea mephisto es una especie de escarabajo del género Glenea, familia Cerambycidae. Fue descrita científicamente por Thomson en 1879.
Habita en Camerún, República Centroafricana y República del Congo. Esta especie mide 16 mm.